# Vedticka
Vedticka (Phellinus viticola) är en svampart som först beskrevs av Ludwig David von Schweinitz, och fick sitt nu gällande namn av Donk 1966. Vedticka ingår i släktet Phellinus och familjen Hymenochaetaceae.  Arten är reproducerande i Sverige. Inga underarter finns listade i Catalogue of Life.